# Coppe europee di pallacanestro per club
Le Coppe europee di pallacanestro per club sono delle competizioni a cui partecipano le migliori squadre di ogni nazione. La loro organizzazione è divisa tra Euroleague Basketball, che cura l'Eurolega e la Eurocup, e la FIBA Europe che promuove la Basketball Champions League e la FIBA Europe Cup.

## Eurolega
L'Eurolega è la competizione europea a cui partecipano i più grandi club d'Europa. Consiste in un girone all'italiana composto da diciotto squadre. Le prime otto passano ai quarti di finale che si giocano al meglio delle cinque partite. Le vincenti accedono alla final four che designa il vincitore. Undici delle partecipanti possiedono una licenza che ne garantisce la partecipazione ogni anno, seppur al verificarsi di determinate condizioni essa possa essere revocata. Gli altri cinque posti sono assegnati in base ai risultati della stagione precedente. Ad esempio, partecipano di diritto i campioni di Germania e della Lega Adriatica, le squadre del campionato spagnolo e della VTB meglio piazzate e i campioni della Eurocup.
Viene organizzata da Euroleague Basketball, una società di cui i club licenziatari sono tra i maggiori azionisti.

### Club con licenza A
- Anadolu Efes
- Barcellona
- CSKA Mosca
- Fenerbahçe
- Maccabi Tel Aviv
- Olimpia Milano

- Olympiakos
- Panathīnaïkos
- Real Madrid
- Saski Baskonia
- Žalgiris Kaunas

### Requisiti
Nel 2012 l'Eurolega ha diramato i requisiti da soddisfare per ottenere la licenza A:
- La sede di gioco deve essere situata in un'area urbana di 200.000 abitanti.
- Disporre di un palazzetto di almeno 10.000 posti con possibilità di ottenere una deroga in caso si disponga di un palazzetto da almeno 7.000 posti ed esista un progetto di ampliamento.
- Presenza di un aeroporto internazionale a meno di 100 km dal palazzetto.
- Almeno due alberghi a quattro stelle nell'area urbana.
- Non essere sottoposti a procedura di insolvibilità.
- Terminare nella prima metà della classifica nel proprio campionato nazionale.

## Eurocup
L'Eurocup è la seconda competizione gestita da Euroleague Basketball, partecipano ventiquattro squadre, vi sono due gironi preliminari e una fase finale con playoff che si giocano al meglio delle tre partite. Accedono alla competizione i club delle leghe principali in base al piazzamento ottenuto nel campionato nazionale, più alcuni invitati dall'organizzazione. Da quando è stata istituita la Basketball Champions League i club si dividono tra le due competizioni in base alle proprie preferenze.

## Basketball Champions League
La Basketball Champions League è una competizione istituita nel 2016 dalla FIBA Europe ed è in competizione con l'Eurocup per il ruolo di seconda competizione europea.
Vi partecipano 32 squadre divise in quattro gironi da otto squadre.
Le prime quattro di ogni girone accedono alla fase ad eliminazione diretta che si divide in ottavi di finale e quarti di finale che si giocano con partite di andata e ritorno, le squadre rimaste si contendono il trofeo in una Final Four. 
Le squadre che si classificano quinte e seste nei gironi iniziali partecipano ai playoff di FIBA Europe Cup. 
Si accede alla competizione in base al risultato ottenuto nel campionato nazionale e l'organizzazione si riserva la possibilità di distribuire quattro inviti. Le squadre si dividono tra questa competizione e l'Eurocup in base alle proprie preferenze.
Viene organizzata da Basketball champions league SA una società composta dalla FIBA e dieci leghe nazionali.

## FIBA Europe Cup
La FIBA Europe Cup è una competizione gestita direttamente dalla FIBA Europe. Partecipano 32 squadre divise in otto gironi da quattro, le sedici che superano il turno sono raggruppate in altri quattro gironi e le otto migliori avanzano ai playoff in cui si aggiungono anche le compagini che provengono dalla champions league, la fase finale si gioca con partite di andata e ritorno.

## Storia
La prima competizione su iniziativa della FIBA Europe fu la coppa dei campioni che prese il via nel 1958 riunendo i campioni nazionali, a questa si aggiunsero poi la coppa delle coppe nel 1966 a cui partecipavano le vincenti delle coppe nazionali e la coppa Korać nel 1972 riservata alle squadre meglio piazzate. Nel 1991 ci fu una riorganizzazione delle competizioni che consentì l'accesso al torneo principale anche alle migliori piazzate, questo portò alla revisione della coppe delle coppe che cambiò nome in coppa d'Europa mentre la coppa dei campioni prese il nome di european league cambiato poi in eurolega nel 1996. Nel 2000 avvenne una rivoluzione con alcuni tra i maggiori club che insieme alla ULEB organizzarono in proprio l'eurolega approfittando della mancata registrazione del marchio da parte della FIBA. Nella stagione 2000-2001 i club si divisero tra la nuova eurolega e la suproleague creata dalla FIBA, per poi confluire tutti nella eurolega nella stagione successiva. Nel 2002 la ULEB crea la ULEB Cup che di fatto diventa la seconda competizione europea soppiantando la coppa d'europa che aveva preso il nome di coppa Saporta e la coppa Korac. In questo periodo viene introdotto il sistema delle licenze che garantiscono la presenza nella competizione più importante ai club maggiori senza che debbano necessariamente qualificarsi attraverso il campionato nazionale. La Fiba, cessati i tornei storici, passa ad organizzare manifestazioni di secondo piano. Nel 2015 tenta il rilancio con la nascita della FIBA Europe Cup che nelle intenzioni doveva prendere il posto dell'Eurocup, e poi nel 2016 lancia la Basketball Champions League tentando di coinvolgere i club di Eurolega, che però declinano l'offerta e riformano la competizione dando un peso maggiore alle squadre in possesso della licenza. Ad oggi undici grandi club si assicurano la presenza in eurolega grazie alle licenze pluriennali mentre le squadre rimaste fuori si dividono tra Eurocup e Basketball champions league, la FIBA Europe Cup resta una competizione minore.

### Cronologia coppe FIBA
Primo livello
- 1958-1991 Coppa dei campioni
  - 1991-1996 FIBA European League
    - 1996-2000 FIBA Euroleague
      - 2000-2001 FIBA Suproleague
      - 2000-2001 ULEB Euroleague
        - 2001- Euroleague Basketball
- 2002-2003 FIBA Europe Champions Cup
- 2003-2005 FIBA Europe League
- 2002-2008 ULEB EuroCup
  - 2008- Eurocup
- 2008-2015 EuroChallenge
- 2015-2016 FIBA Europe Cup
- 2016- Basketball Champions League

Secondo livello
- 1966-1991 Coppa delle coppe
- 1991-1996 Coppa d'Europa
- 1996-1998 Eurocoppa
- 1998-2002 Coppa Saporta
- 2003-2005 FIBA Europe Cup
- 2005-2007 FIBA EuroCup Challenge
- 2016- FIBA Europe Cup

Terzo livello
- 1972-2002 Coppa Korać

### Livelli delle competizioni europee di pallacanestro per club
| Livello | Competizione                      | Anni        | Nome storico                                     |
| ------- | --------------------------------- | ----------- | ------------------------------------------------ |
| I       | EuroLeague                        | 1958 −      | European Champions Cup, Euro League              |
| I       | SuproLeague                       | 2001/02     |                                                  |
| I       | European Super Cup                | 1983 − 1991 |                                                  |
| I       | 7DAYS EuroCup                     | 2002 −      | ULEB Cup, EuroCup Basketball                     |
| I       | Basketball Champions League (BCL) | 2016 −      |                                                  |
| I       | Saporta Cup                       | 1966 − 2002 | European Cup Winners' Cup, European Cup, EuroCup |
| II      | EuroChallenge                     | 2003 −      | Europe League, EuroCup                           |
| II      | FIBA Europe Cup                   | 2015 −      | FEC                                              |
| II      | EuroCup Challenge                 | 2002 − 2007 | Europe Champions Cup, Europe Cup                 |
| III     | Coppa Korać                       | 1972 − 2002 |                                                  |